# Urengüitiro
Urengüitiro är en ort i Mexiko.   Den ligger i kommunen Los Reyes och delstaten Michoacán de Ocampo, i den centrala delen av landet, 300 km väster om huvudstaden Mexico City. Urengüitiro ligger 2 627 meter över havet och antalet invånare är 513.
Terrängen runt Urengüitiro är huvudsakligen kuperad, men västerut är den bergig. Runt Urengüitiro är det ganska tätbefolkat, med 52 invånare per kvadratkilometer. Närmaste större samhälle är Tangancícuaro de Arista, 18,3 km nordost om Urengüitiro. I omgivningarna runt Urengüitiro växer huvudsakligen savannskog.